# Sapnik
Sápnik ali trahéja, starinsko tudi dušník, je cevasti organ, ki je nadaljevanje grla in se v višini četrtega do šestega vratnega vretenca razdeli v sapnici (bronhusa). Spada k dihalom. Je približno 12 cm dolga cev. Za njim je požiralnik, tik pod grlom pa ga obdaja ščitnica. Stena sapnika je iz hrustančastih obročkov, ki zadaj niso sklenjeni, temveč so med seboj povezani z vezivom. Notranjost sapnika prekriva sluznica z migetalčnim epitelijem. 
Sapnik se v višini medvretenčne ploščice med telesom četrtega in petega prsnega vretenca razcepi v levo in desno glavno sapnico, katerih stena je zgrajena podobno kot stena sapnika. Sapnici vstopata skozi pljučni lini v pljuča in se razvejita v mnogoštevilne manjše veje in vejice. V njihovi steni, ki je iz gladkega mišičja, ni več hrustančkov. Na koncu se vejice razširijo v pljučne mešičke (alveoli).